# Digimon Racing
Digimon Racing (デジモンレーシング?, Dejimon Rēshingu) è un videogioco di corse sviluppato da Griptonite Games e pubblicato da Bandai (ora Namco Bandai Games) per Game Boy Advance. Fa parte del franchise multimediale e della serie di videogiochi Digimon, da cui prende i personaggi e alcuni elementi. Il suo gameplay ricorda in gran parte quello dei tradizionali giochi di corse, ma utilizza anche caratteristiche tipiche delle gare con i kart e dei giochi d'azione. I suoi undici personaggi giocabili possono essere incrementati a oltre quaranta tramite la digievoluzione dei piloti.
Digimon Racing utilizza una grafica in scala 2D e il doppiaggio, quest'ultima una caratteristica rara nei giochi usciti per tale piattaforma. Il gioco è stato inizialmente annunciato all'Electronic Entertainment Expo (E3) 2003, successivamente è stato esposto all'E3 2004. È stato pubblicato il 1º aprile 2004 in Giappone, il 30 aprile in Europa e il 13 settembre in Nord America. Ha ricevuto recensioni contrastanti da parte della stampa specializzata al momento dell'uscita, con critiche dirette alla sua somiglianza con altri titoli di kart dell'epoca e lodi ad alcuni aspetti estetici e di gameplay.

## Modalità di gioco
Digimon Racing è un videogioco di corse che utilizza personaggi ed elementi di Digimon così come quelli dei giochi di corse tradizionali. Il titolo segue un gruppo di Digimon che gareggiano in un torneo di corse all'interno di Digiworld, casa di tutte le creature. Lo scopo del Gran Premio è determinare chi è il miglior corridore; perciò, usano dei kart appositamente progettati che equiparano tutti i concorrenti in termini di abilità.
Il gameplay di Digimon Racing ricorda in gran parte quello dei titoli del medesimo genere. Si concentra sulla competizione contro sette personaggi controllati dalla CPU in gare di coppa composte da tre giri l'una. L'uso di oggetti per attaccare gli avversari e migliorare le proprie condizioni è parte integrante del gameplay e aggiunge una particolare differenza ai titoli di corse in kart. La nuova caratteristica che lo contraddistingue è il "saltellamento del kart": che permette di usare i veicoli per saltare sugli avversari, rallentandoli; aggiungendo così un elemento d'azione allo stile di gioco. Anche la Digievoluzione, un tema ricorrente in Digimon, ha un ruolo importante. Infatti se si guida il proprio pilota su dei punti energetici sparsi lungo i tracciati, si potrà riempire la barra di energia situata in basso a sinistra dell'HUD del gioco. Man mano che l'indicatore aumenterà, il giocatore vedrà la linea evolutiva del proprio personaggio, rendendolo più potente e ottenendo infine la capacità di utilizzare un attacco speciale.
Le quindici piste del gioco, quattro delle quali sono immediatamente disponibili, si basano su ambienti di videogiochi convenzionali come giungle, vulcani e città. Dopo aver completato una pista per la prima volta, il giocatore sblocca una modalità di prova a tempo per quel percorso e una battaglia contro un boss. Gli scontri con i boss sono orientati all'azione e comportano la sconfitta di un Digimon generalmente statico usando oggetti sparsi nelle aree, che sono progettate in maniera totalmente differente dai tracciati normali e ricordano più delle arene. Il giocatore può anche competere in singole competizioni non correlate alla storia in qualsiasi percorso sbloccato. Il gioco fa uso dell'adattatore wireless per Game Boy Advance o dell'accessorio Game Link Cable per consentire l'utilizzo della modalità multiplayer che supporta fino a quattro giocatori.

### Personaggi giocabili
Il gioco presenta undici Digimon come personaggi giocabili. Otto di essi sono immediatamente disponibili (Agumon, Gabumon, Palmon, Patamon, Tentomon, Biyomon, Gatomon e Gomamon); i restanti sono sbloccabili completando le gare di coppa (Agunimon, Guilmon e Veemon). Tuttavia, la meccanica della Digievoluzione aumenta il numero totale di Digimon giocabili a oltre quaranta. Il cast include principalmente Digimon popolari dell'anime Digimon Adventure, ma appaiono anche alcuni dei protagonisti di Adventure 02, Tamers e Frontier. Le abilità di corsa dei personaggi differiscono per la loro classificazione di tre parametri: velocità, maneggio e accelerazione.

## Sviluppo e pubblicazione
A differenza dei precedenti giochi della serie che sono stati sviluppati da società giapponesi, lo sviluppo di Digimon Racing è stato curato da Griptonite Games, società con sede a Kirkland, Washington (Stati Uniti). Tuttavia, il marchio Bandai (ora Namco Bandai Games), che ha sempre accompagnato la serie, ha rivestito il ruolo di editore. È stato il primo titolo Digimon originale per Game Boy Advance, poiché Digimon Battle Spirit e Digimon Battle Spirit 2 erano conversioni dei titoli omonimi per WonderSwan Color. Il concetto chiave si basa su Digimon Grand Prix, titolo annullato previsto per PlayStation, che avrebbe avuto come protagonisti vari Digimon sfidarsi in gare di go kart. Il gioco utilizza il motore Mode 7 per creare un gameplay tridimensionale sulla console portatile altrimenti incapace di tale impresa. Durante le gare fa occasionalmente uso del doppiaggio, in giapponese nella versione distribuita in Giappone e in inglese in quelle occidentali; tale caratteristica era piuttosto rara nei titoli per Game Boy Advance. Il gioco è stato inizialmente annunciato all'E3 2003. Successivamente è stato esposto all'E3 2004, con l'uscita nordamericana annunciata per l'agosto dello stesso anno. Al completamento dello sviluppo, il gioco ha ricevuto una valutazione "E" (per tutti) dall'Entertainment Software Rating Board (ESRB) e "3+" dal Pan European Game Information (PEGI). Digimon Racing è uscito il 1º aprile 2004 in Giappone, il 30 aprile in Europa e il 13 settembre in Nord America.

## Accoglienza
| Testata                            | Giudizio |
| ---------------------------------- | -------- |
| GameRankings (media al 09-12-2019) | 63.67%   |
| Metacritic (media al 29-06-2021)   | 62/100   |
| 1UP.com                            | C        |
| Famitsū                            | 23/40    |
| GameZone                           | 7.4/10   |
| IGN                                | 7/10     |
| Nintendo Power                     | 6.2/10   |
| AllGame                            | 3/5      |
| Meristation                        | 6/10     |

Digimon Racing ha ricevuto recensioni contrastanti dalla critica al momento dell'uscita; ha un punteggio del 62% su Metacritic e del 63,67% su GameRankings. I recensori hanno criticato il gioco per la sua stretta somiglianza con altri titoli di kart dell'epoca. Craig Harris di IGN e Garnett Lee di 1UP.com hanno dichiarato che il gameplay di Digimon Racing rispecchiava rispettivamente quello di Crash Nitro Kart e della serie Mario Kart. I critici hanno apprezzato il suo formato familiare; Michael Lafferty di GameZone ha elogiato la grafica e la musica mentre Garnett Lee di 1UP.com ha gradito il layout e i temi dei livelli. Sono stati elogiati anche gli aspetti del gameplay, come il sistema di controllo (Harris e Lee), la modalità multiplayer (Lee), la rigiocabilità e il saltellamento dei kart (Harris). Nintendo Power ha affermato che l'"azione di corsa è simile a quella di altri giochi di kart, ma l'influenza dei Digimon aggiunge un divertente vantaggio al gameplay". I quattro recensori di Famitsū hanno dato al gioco rispettivamente i punteggi di 5, 5, 7 e 6 su 10, arrivando al totale di 23 su 40. T.J. Deci di AllGame ha dato al titolo tre stelle su cinque, anche se non ha fornito una recensione più approfondita.
In una recensione in retrospettiva, Daniel Delgado García del portale spagnolo Meristation ha sostenuto che il gameplay era fondamentalmente lo stesso di Mario Kart con i personaggi di Digimon che guidavano i kart e con nuovi scenari. Fondamentalmente manteneva inalterate le sue caratteristiche tranne per poche aggiunte che non spiccavano come la pietra filosofale dei videogiochi. Si dimostrava un gioco divertente, ma non offriva assolutamente nulla di nuovo, né per il Game Boy Advance né per il genere delle corse. I fan dei Digimon sarebbero stati contenti, ma il resto del pubblico poteva preferire mettere le mani su qualcosa di più attuale, o addirittura Mario Kart, che nonostante tutto restava un classico imprescindibile.